# 薩科克西鎮區 (堪薩斯州傑佛遜縣)
薩科克西鎮區（英語：Sarcoxie Township）為美國堪薩斯州傑佛遜縣轄下的鎮區。2010年美国人口普查中此鎮區人口有999人。

## 地理
薩科克西鎮區涵蓋總面積為80.5平方（31.09平方英里），其中陸地面積為79.5平方（30.70平方英里），水域面積為1.0平方（0.39平方英里）或1.25%。海拔高度309（1,014英尺）。

## 人口統計
根據2010年美國人口普查，薩科克西鎮區人口有999人，其中男性有526人，女性有473人，人口密度為每平方公里12.41人，住房計496戶。鎮區內的白人有964人，非裔美國人有4人，美洲原住民有4人，亞裔美國人有1人，太平洋島裔美國人有2人，其他種族有6人，混血種族則有18人。此外鎮區內有14人為西班牙裔或拉丁裔美國人。此鎮區之年齡中位數為45.0歲，而男性年齡中位數為44.4歲，女性年齡中位數為45.9歲。

## 交通

### 主要公路
- 24號美國國道
- 59號美國國道